# Olenecamptus ethiopicus
Olenecamptus ethiopicus là một loài bọ cánh cứng trong họ Cerambycidae.